# Stipagrostis drarii
Stipagrostis drarii är en gräsart som först beskrevs av Vivi Täckholm, och fick sitt nu gällande namn av De Winter. Stipagrostis drarii ingår i släktet Stipagrostis och familjen gräs. Inga underarter finns listade i Catalogue of Life.